# Gulripsia
Gulripsia (Gulripsh o Gulripshi) è una città capoluogo di distretto della Repubblica di Abcasia, nel Caucaso.

## Nome
| Lingua    | Nome      | Traslitterazione |
| --------- | --------- | ---------------- |
| Italiano  | Gulripsia | -                |
| Abcaso    | Гәылрыҧшь | Guilrifsc        |
| Georgiano | გულრიფში  | Gulripshi        |
| Russo     | Гульрыпш  | Gulripsh         |

## Informazioni generali
La città di Gulripsia sorge presso la costa del Mar Nero, 12 chilometri a sud-est della capitale Sukhumi. Qui passano la strada Sukhumi-Tbilisi e la linea principale della ferrovia abcasa. Pochi chilometri a sud dell'insediamento sorge il dismesso aeroporto d'Abcasia Sukhumi Dranda, che è stato il più importante aeroporto commerciale e turistico della Repubblica. La popolazione al censimento del 1989 era di circa 11'000 abitanti, principalmente georgiani e russi, che successivamente con la guerra di secessione abcasa e la pulizia etnica si è drasticamente ridotta abbandonando al degrado e alla rovina la campagna e il centro abitato. L'economia della città, attualmente ferma, si basa sul turismo. Gulripsia era famosa per i suoi tre sanatori per malati con patologie polmonari, costruiti da Nikolay Smetskoy fra il 1902 e il 1916, il quale aveva creato intorno a essi dei giardini con piante subtropicali. Dopo la rivoluzione russa questi sanatori sono stati nazionalizzati. I ruderi dei sanatori giacciono ancora oggi su un'altura alle spalle della città, immersi nel verde oggi lussureggiante degli antichi giardini. Della stessa epoca dei sanatori è anche la chiesetta della città, costruita da N. N. Smetskogo.

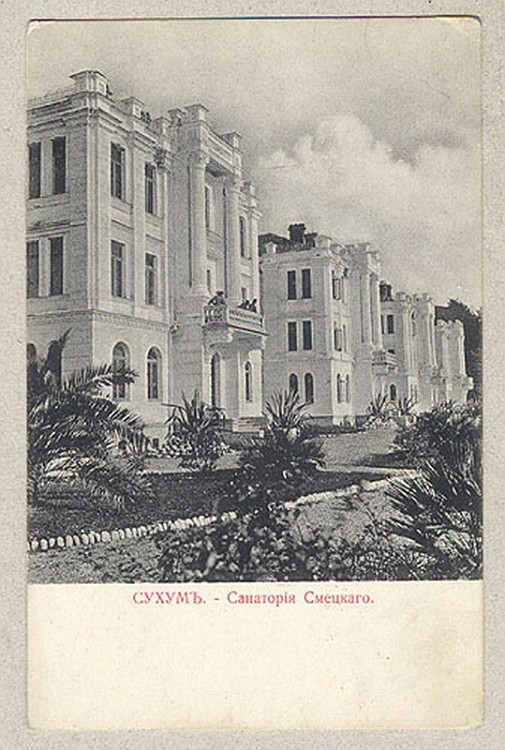
una cartolina d'epoca raffigurante uno dei sanatori